# Rallus antarcticus
Rallus antarcticus là một loài chim trong họ Rallidae.
Nó được tìm thấy ở Argentina và Chile. Môi trường sống tự nhiên của chúng là đầm nước, hồ nước ngọt, và đầm nước ngọt. Nó bị đe dọa do mất môi trường sống do sự phát triển của nông nghiệp thâm canh.